# قطعنامه ۱۵۹۹ شورای امنیت
قطعنامه ۱۵۹۹ شورای امنیت سازمان ملل متحد که در تاریخ ۲۸ آوریل ۲۰۰۵ تصویب شد، سندی بین‌المللی دربارهٔ بررسی وضعیت تیمور شرقی است. این قطعنامه طی نشست ۵۱۷۱ام با ۱۵ رای موافق، ۰ مخالف و ۰ ممتنع تصویب شد.